# Коррея, Наталия
Наталия де Оливейра Коррея (порт. Natália de Oliveira Correia, 13 сентября 1923 года, Фажан-ди-Байшу, Сан-Мигел — 16 марта, 1993 года, Лиссабон) — португальская писательница и поэтесса. Член национального Собрания (1980—1991), политический деятель в сфере культуры, защиты прав человека и прав женщин. Автор гимна Азорских островов. Вместе с Жозе Сарамаго (лауреат Нобелевской премии по литературе, 1998), Арминду Магальяйншем, Мануэлем да Фонсекой и Урбану Таварешем Родригешем была в 1992 году одним из основателей Национального фронта защиты культуры (НФЗК). В её честь названа библиотека в Лиссабоне.
Работа Натальи Коррея простирается в разных жанрах: от поэзии до романтики, театра и эссе. Она часто сотрудничала в нескольких португальских и зарубежных изданиях. В течение 1950-х и 1960-х годов в ее доме в Лиссабоне собирались самые выдающиеся деятели португальской, а также международной культуры, искусства, писательства и оппозиционной политики. С 1971 года эти встречи проходили в баре Botequim. Наталья Коррея была известна своим энергичным и противоречивым характером, свободным от социальных конвенций, что отражено в ее письме. Ее работы переведены на несколько языков.

## Работы

### Поэзия
- Рио-де-Нуванс (поэзия), 1947
- Стихи (поэзия), 1955
- Паспорт (поэзия), 1958
- Связи (драматическая поэма), 1959
- Песня о стране Эмерсон (поэзия), 1961
- Вино и Лира (поэзия), 1969
- Яблоки Ореста (поэзия), 1970
- Перемирие (поэзия), 1985
- Романтические сонеты (поэзия), 1990; 1991
- Солнце в ночи и луна в дни (полное собрание поэзии), 1993; 2000
- Память о Тене, стихи для скульптур Антонио Матоса (поэзия), 1993

### Дневник
- Не упустите Розу. Дневник и что-то больше (25 апреля, 1974 — 20 декабря,1975), 1978 ; 2003

### Театр
- Прогресс Эдипа, 1957
- Дон-Жуан и Джульетта, (пьеса), 1999